# Escultura dos Sete Povos das Missões

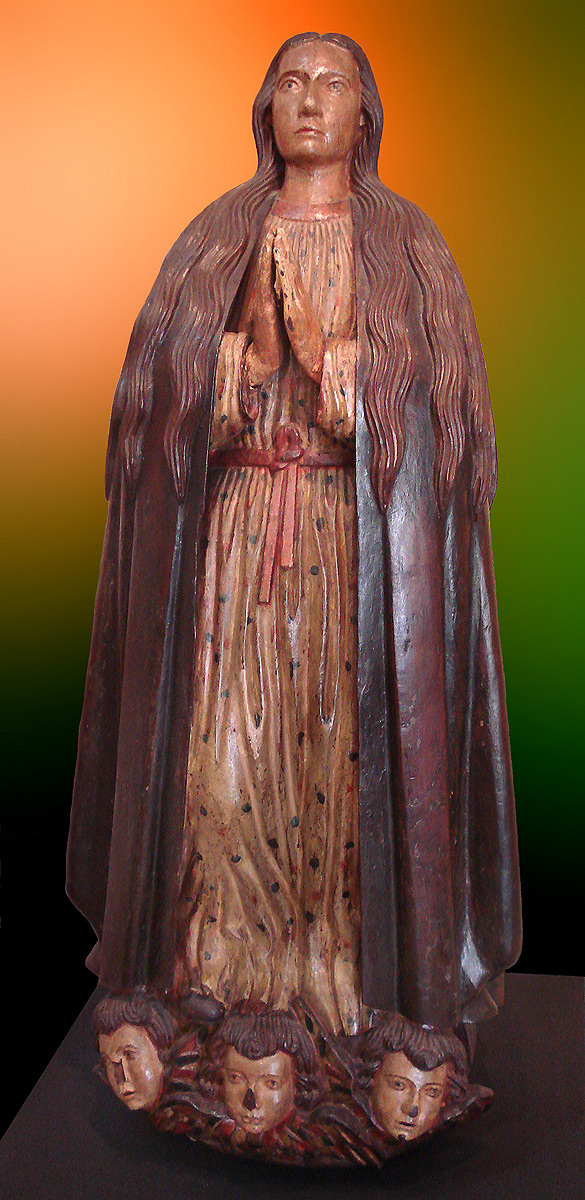
Nossa Senhora da Conceição, acervo do Museu Júlio de Castilhos. Note-se os traços indígenas na face e nos cabelos longos e lisos.

A escultura dos Sete Povos das Missões representa um dos legados mais substanciais e valiosos a sobreviver da cultura dos Sete Povos das Missões, um grupo de reduções jesuíticas fundadas no atual estado brasileiro do Rio Grande do Sul. Na época posse da Espanha, os Sete Povos foram exemplos típicos do modelo missionário desenvolvido pelos jesuítas na América: uma comunidade indígena fixada em um povoado mais ou menos autossuficiente, e administrado pelos padres da Companhia de Jesus, com o auxílio dos nativos. O sucesso das reduções foi enorme, sendo um projeto social, cultural, político, econômico e urbanístico avançado para seu tempo e lugar. A participação dos índios não se conseguiu sem dificuldades, mas milhares acabaram realmente vivendo nessas reduções voluntariamente, sendo convertidos ao Catolicismo e aculturados para as formas e maneiras da vida europeia, produzindo inclusive grandes quantidades de arte, sempre sob supervisão dos jesuítas. 
Essa produção artística, onde a escultura aparecia em destaque, foi orientada, naturalmente, por modelos estéticos europeus, e surgiu com o propósito básico de fornecer um auxílio visual à catequese do indígena, no processo de evangelização organizado pelos missionários do Novo Mundo. Incorporando uma multiplicidade de correntes estilísticas, algumas atualizadas, outras há muito obsoletas na própria Europa, mas com um predomínio de formas barrocas, e onde se infundiu em alguma medida também o gosto do nativo, essas obras revelam características únicas que as definem, segundo alguns autores, como uma escola regional individualizada. A maior parte do acervo escultórico missioneiro se perdeu ao longo do tempo, mas ainda existe uma significativa coleção de mais de 500 peças distribuídas entre instituições públicas e acervos privados.
A importância das esculturas missioneiras como documento histórico e artístico é imensa, e por isso foram tombadas pelo Instituto do Patrimônio Histórico e Artístico Nacional, mas o acervo remanescente ainda precisa de atenção e cuidados para não se desfalcar ainda mais, especialmente considerando que metade das peças identificadas pertence a particulares e não é conservada como deveria ser, e algumas ainda continuam desaparecendo ou se destruindo a despeito da proteção oficial.
Entre os críticos, no entanto, a escultura dos Sete Povos ainda é motivo de polêmica: para uns ela é uma expressão única e original do multifacetado barroco latino-americano, enquanto para outros ela não passa de uma imitação tosca e servil de modelos europeus.

## Os Sete Povos
Os Sete Povos das Missões foram um exemplo típico do principal modelo de evangelização criado pelos jesuítas na América: as reduções, ou seja, missões fixas em aldeamentos que reuniam os povos nativos. A história das missões remonta ao ministério dos Apóstolos instituído pelo próprio Jesus, quando mandou seus discípulos irem pelo mundo proclamando a Boa Nova. O objetivo principal desses povoados foi o de criar uma sociedade com os benefícios e qualidades da sociedade cristã europeia, mas isenta dos seus vícios e maldades. Essas missões foram fundadas pelos jesuítas em toda a América colonial, e segundo Manuel Marzal, sintetizando a visão de outros estudiosos, constituem uma das mais notáveis utopias da história.

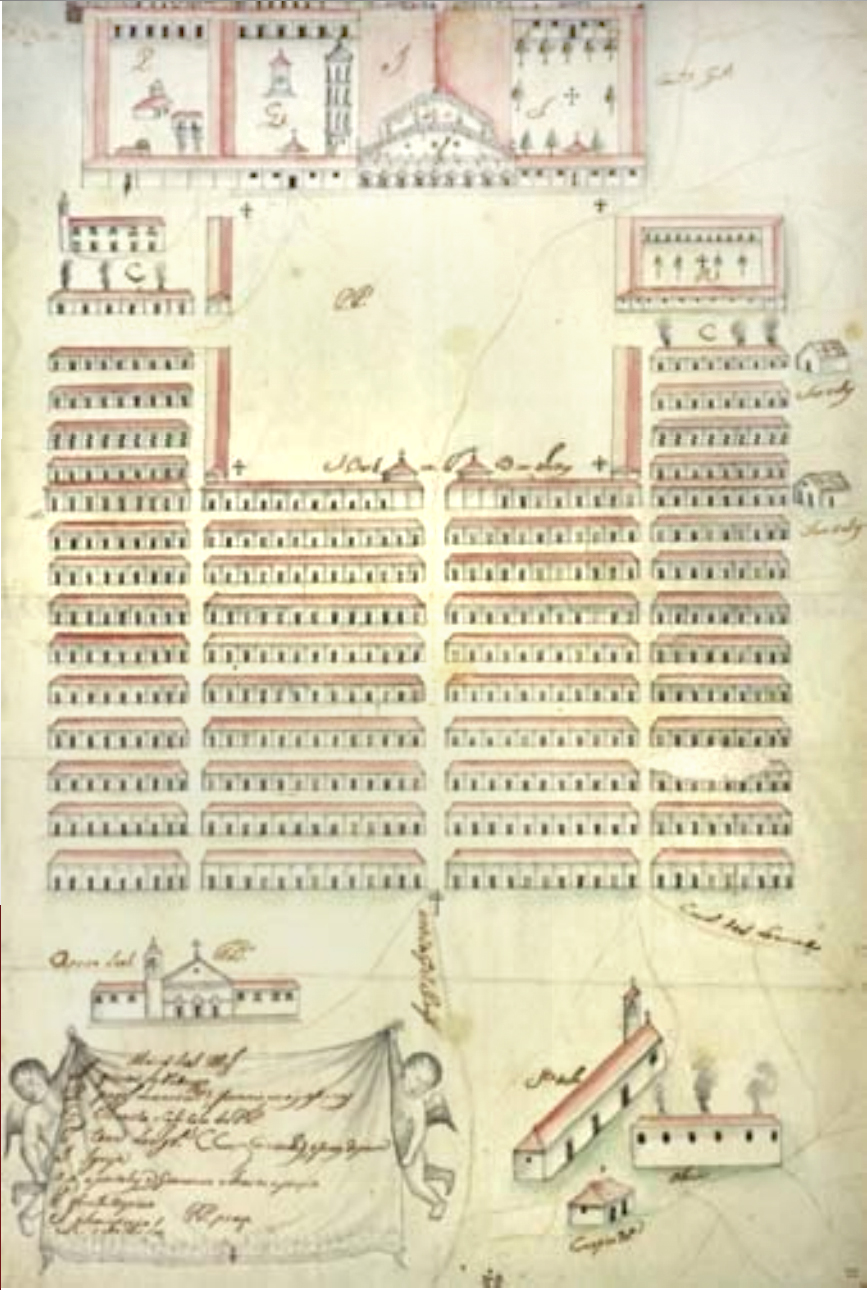
Planta da redução de São Miguel Arcanjo.

Os jesuítas se tornaram célebres por seu pragmatismo e adaptabilidade às condições que encontravam em cada local; eram disciplinados, empreendedores e bem-preparados em vários domínios do saber, tendo em suas fileiras muitos artistas, literatos, cientistas e eruditos, e eram habilidosos também nas artes da persuasão e da docência. Eram a vanguarda da religiosidade europeia em sua época; a reunião de tantas qualidades explica o seu sucesso como missionários e se reflete na variedade de soluções práticas adotadas nas missões que fundaram por toda a América e Oriente. Adotavam ainda uma teologia peculiar, que lhes permitia em muito ceder e conformar a doutrina cristã às percepções nativas para conseguir a completude do projeto evangelizador. Sabe-se, desta forma, que o missionarismo jesuíta na parte oriental da América do Sul, controlada então pelos portugueses, desenvolveu-se num sentido diferente daquele adotado nos Sete Povos, que eram domínio espanhol. Ali os jesuítas puderam construir povoados muito mais organizados e estáveis do que aqueles criados no Brasil colonial sob a orientação do padre Manuel da Nóbrega e seus colegas.
Na região submetida à Província Jesuítica do Paraguai, onde se incluíam os Sete Povos, e que muitos consideram ter fixado o protótipo "clássico" da redução jesuítica, a povoação se definiu em torno de uma grande praça quadrangular, em cujo entorno se instalavam uma igreja, moradias dos índios, casas para viúvas e órfãos, uma escola, o claustro dos missionários, um cemitério, oficinas diversas e pequenas indústrias que atendiam necessidades básicas, pomar, horta, espaços administrativos, hospedaria e uma prisão, entre outras benfeitorias. Em fazendas semiautônomas nas proximidades, tinham escravos negros e cultivavam plantações e criavam gado; faziam comércio ou escambo de seus produtos com várias colônias espanholas e até com a Europa. Às vezes o entorno do núcleo urbanizado era protegido com trincheiras e um muro para defesa contra os ataques de indígenas selvagens e as expedições predatórias dos bandeirantes brasileiros, o que ocorreu muitas vezes. Por isso, algumas reduções, por licença especial da Coroa espanhola, possuíam pequenos exércitos e cavalaria. O governo dos assuntos civis e a educação elementar eram entregues em geral aos índios e respeitavam as hierarquias tribais. A educação avançada — incluindo a direção das artes, da engenharia e arquitetura —, os ofícios divinos, a catequese e a justiça, bem como a supervisão geral de todos os assuntos, ficavam a cargo dos jesuítas.
O modelo urbano missionário podia apresentar variações na disposição dos elementos e na quantidade de edifícios, mas seu esquema básico permaneceu constante. Em suma, as reduções eram quase cidades-Estado autossuficientes, de orientação teocrática, eram organismos econômica e culturalmente avançados para seu tempo e local, e dispunham de considerável autonomia administrativa, mesmo que fossem sujeitas a uma regulação geral pela alta hierarquia da Companhia e precisassem do beneplácito da Coroa espanhola, conquistadora e proprietária das terras, sobre as quais cobrava impostos dos padres. A Espanha também tinha interesse político na empreitada jesuíta, pretendendo que atuassem como guardas de fronteira, contendo o avanço português. As reduções proporcionavam meios de subsistência inovadores para os padrões indígenas, e inauguraram um modelo urbano e administrativo muito bem-sucedido, mas não se deve esquecer que as missões eram programas de conversão religiosa em massa e aculturação do indígena ao estilo de vida europeu, o que nem sempre ocorreu sem resistências e dificuldades. Por outro lado, procuraram preservar ou integrar muitas das caraterísticas da vida tradicional dos aborígenes em uma síntese sociocultural inédita. À parte as polêmicas que ainda cercam o tema, especialmente acerca de seu mérito ético, de qualquer maneira é fato que se criou uma cultura original dentro das missões, e nessa cultura a arte teve extraordinário papel a desempenhar.

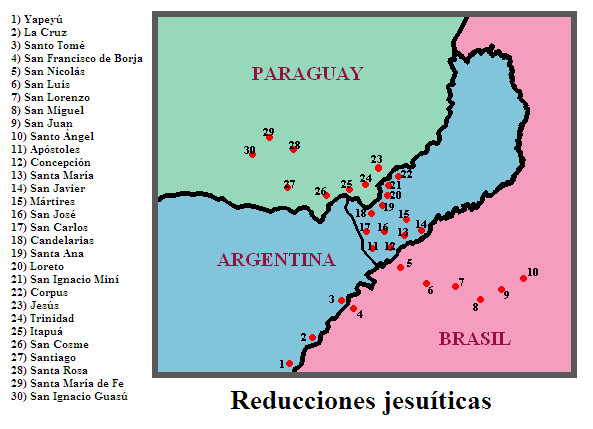
Os Trinta Povos da Província do Paraguai. Na área em rosa, os pontos vermelhos correspondem aos Sete Povos.

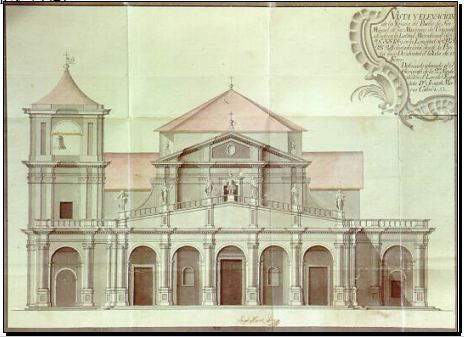
Vista e elevação da Igreja de São Miguel em 1756, projeto do padre Giovanni Battista Primoli.

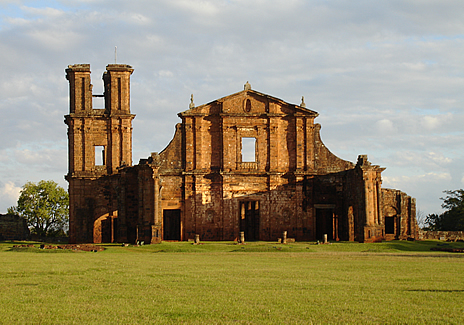
Ruínas de São Miguel hoje.

Os Sete Povos nasceram como uma evolução das dezoito Reduções do Tape, fundadas a partir de 1626 na margem oriental do rio Uruguai, numa região que hoje é parte do estado do Rio Grande do Sul, no Brasil. Cerca de dez anos depois os bandeirantes brasileiros destruíram quinze desses povoados e aprisionaram mais de 20 mil indígenas, para serem vendidos como escravos em São Paulo. Em 1638 destruíram as três reduções restantes. Sob esse assédio, os índios e padres remanescentes se refugiaram na margem ocidental do rio Uruguai. O avanço bandeirante só foi contido na Batalha de M'Bororé, em 1641, mas então, com a dissolução da União Ibérica, novos fatos políticos colocaram a empreitada missioneira na região em suspenso, só sendo retomada em 1682. Então foram criadas as sete reduções que se tornaram conhecidas como os Sete Povos das Missões, algumas delas sobre as ruínas da fundação anterior.
Foram elas, segundo informa Pinto:
- São Nicolau, fundada em 1626 pelo padre Roque Gonzalez de Santa Cruz e reinstalada em 1687 pelo padre Anselmo de la Matta
- São Miguel Arcanjo, fundada pelo padre Cristóvão de Mendoza em 1632 e reinstalada em 1687 pelo padre Anton Sepp
- São Francisco de Borja, fundada em 1682 pelo padre Francisco Garcia de Prada
- São Luiz Gonzaga, fundada em 1687 pelo padre Miguel Fernández
- São Lourenço Mártir, fundada em 1690 pelo padre Bernardo de la Vega
- São João Batista, fundada em 1697 pelo padre Anton Sepp
- Santo Ângelo Custódio, fundada em 1706 pelo padre Diego Haze

Enquanto que a primeira iniciativa missioneira na região teve objetivos acima de tudo evangelizadores, como declarou Armindo Trevisan, os da segunda parecem ter sido primariamente econômicos, nascendo da perspectiva de aproveitamento do enorme rebanho de gado que vivia livre no pampa, e que era cobiçado também pelos portugueses, tanto que os tropeiros brasileiros que caçavam aquele gado se tornaram um dos primeiros agentes da agressiva penetração portuguesa na região, invadindo cada vez maiores territórios espanhóis. O gado adquiriu tal importância para os jesuítas porque eles compreenderam que se as condições de vida para os índios não eram boas, especialmente na alimentação, a educação espiritual também fracassava. O gado se criava com facilidade, e era todo aproveitável: dava couro, carne e leite, além de prover meio de tração e de transporte. Também cavalos e mulas havia em abundância. Calcula-se que esse rebanho, incluindo as várias espécies, em determinado período atingiu um milhão de cabeças. Porém, para Maldi, justamente por isso o componente político da reinstalação das reduções também foi forte:
"A recolonização de parte das áreas perdidas e a fundação de novas missões foi feita com os índios Guarani assumindo a função de 'presidiários' isto é, 'guardas da fronteira'. Sob essa condição seriam fundadas na margem oriental do Uruguai as sete missões que ficariam famosas como Sete Povos das Missões, tornando-se, como afirma Gadelha (1996), 'futuro centro de resistência ao Tratado de Madri'. Como 'presidiários da fronteira', os índios Guarani foram amplamente requisitados entre o período de 1637 até 1735 pelos governadores para as mais diversas atuações na fronteira, desde o combate a grupos inimigos até trabalhos de vigilância, o que se constituiu num fator definitivo no sentido de acirrar a perseguição dos bandeirantes paulistas. Por outro lado, a reconstituição das missões guaraníticas do sul, com o firme propósito de deter o avanço português, tornou os índios alvo da violência lusitana."
Chegando a abrigar trinta mil pessoas, principalmente guaranis, mas também algumas de outras nações, como charruas e minuanos, os Sete Povos floresceram até por ocasião das novas demarcações territoriais impostas pelo Tratado de Madri de 1750, o qual determinava a troca da Colônia do Sacramento (possessão lusa) pelos povoados, devendo os índios e padres ser reinstalados mais para dentro do território espanhol. A Guerra Guaranítica que se seguiu (1754-1756), onde despontou como figura histórica e mitológica Sepé Tiaraju, foi a expressão da recusa por parte dos guaranis em entregar as missões que haviam arduamente construído.
Depois da Guerra, perdida pelos índios, e da expulsão dos jesuítas dos territórios luso e espanhol, respectivamente em 1759 e 1768, os Sete Povos se desestruturaram, junto com as demais missões jesuíticas. A dissolução da Companhia de Jesus em 1773, pelo papa Clemente XIV, selou o fim de todo o ciclo missioneiro. Tentou-se introduzir um governo civil com a colaboração de outras Ordens, como os franciscanos, dominicanos e mercedários, mas sem efeito: a produção caiu drasticamente, ocorreram motins, deserções e mortes em massa, aprisionamento de índios, depredações dos edifícios e saque das igrejas. Quando em 1801 eclodiu nova guerra entre Portugal e Espanha, os Sete Povos já estavam em tal estado de desintegração que sua conquista pelos portugueses foi fácil, embora pareça ter havido a participação indígena como facilitadora da tomada de posse. Em 1828 os Sete Povos foram pilhados pelas tropas de Fructuoso Rivera, que roubaram 60 carretas de objetos preciosos e obras de arte e causaram um novo êxodo indígena. Em 1833 havia na região apenas 377 índios, descritos por um cronista da época como "um bagaço de gente".

## A arte missioneira

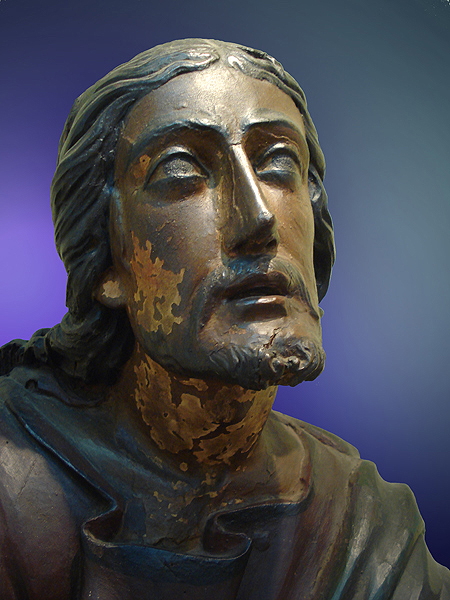
Senhor dos Passos, Museu Júlio de Castilhos.

Os índios deviam ser ganhos para Cristo. Esta era a motivação básica dos jesuítas. Percebendo que os índios eram sugestionáveis, os padres, que eram aliás habilidosos pedagogos, introduziram vários recursos artísticos como auxílios à catequese. Assim, se traduziam dramas moralizantes europeus para a língua guarani, ou se escreviam novos, sempre encenando-os; tocava-se e compunha-se música erudita, como se fazia nas igrejas da Europa, erguiam-se igrejas imponentes recheadas de adornos luxuosos, forradas de pinturas narrativas e estatuária eloquentemente expressiva. Os índios, segundo os relatos, se maravilhavam com tudo isso, com o esplendor e mistério do culto, que lhes parecia prodígios e mágica, se fascinavam com a música sacra, veneravam temerosos as imagens e eram assim levados à conversão emocionada, tornando-se muitas vezes devotos ardentes.
A pedagogia jesuítica era, por sua vez, um produto da retórica e da Contra-Reforma, desenvolvida num período em que as incertezas intelectuais do Maneirismo introduziam os dramas e contrastes matéria-espírito do Barroco. Nessa pedagogia, a espetacularização do culto religioso era um meio válido e eficiente de persuadir o potencial devoto e propagar a fé, e era parte essencial do próprio espírito barroco, quando a representação do mundo se tornou toda um espetáculo destinado a arrebatar seu público. Todas as artes se reuniam numa obra total, cuja expressão mais grandiosa na arte sacra foi a arquitetura da igreja barroca, com toda a sua pletora decorativa de apelo emocional. No momento do culto, o templo se tornava um feérico teatro onde se representava o drama cristão. Na reduções, ausente o poder laico, a igreja era o único edifício com alto grau de sofisticação, pois centralizava a vida de toda a comunidade; quase todas as outras estruturas do povoado eram pavilhões baixos e simples. Mas na igreja o culto se fazia glorioso, avivado pela positiva colaboração dos indígenas na produção e execução de toda essa arte cerimonial.

## A escultura e suas funções
Além da educação elementar e da catequese, os índios mais habilidosos eram instruídos em ofícios e artes diversas. Sempre, naturalmente, sob a supervisão direta dos padres. Os modelos da arte missioneira eram todos europeus, e nas igrejas, o papel desempenhado pelas imagens foi extremamente importante como meio de cristianização. Já se conhecia no ocidente há muito tempo o potencial pedagógico da arte, amplamente justificado pelo analfabetismo geral das massas europeias, quando as imagens supriam o que não estava acessível para o povo através da leitura. As igrejas, com sua rica decoração de conteúdo narrativo, eram conhecidas como "a Bíblia dos iletrados". Contudo, é preciso lembrar que essa função da arte era complementada e contextualizada por uma explicação direta dos conceitos transmitidos pelas imagens, dirigindo a interpretação do fiel para o significado pretendido e criando um repertório de formas significantes, uma verdadeira linguagem visual, que podia ser extrapolado, então, para outras situações.

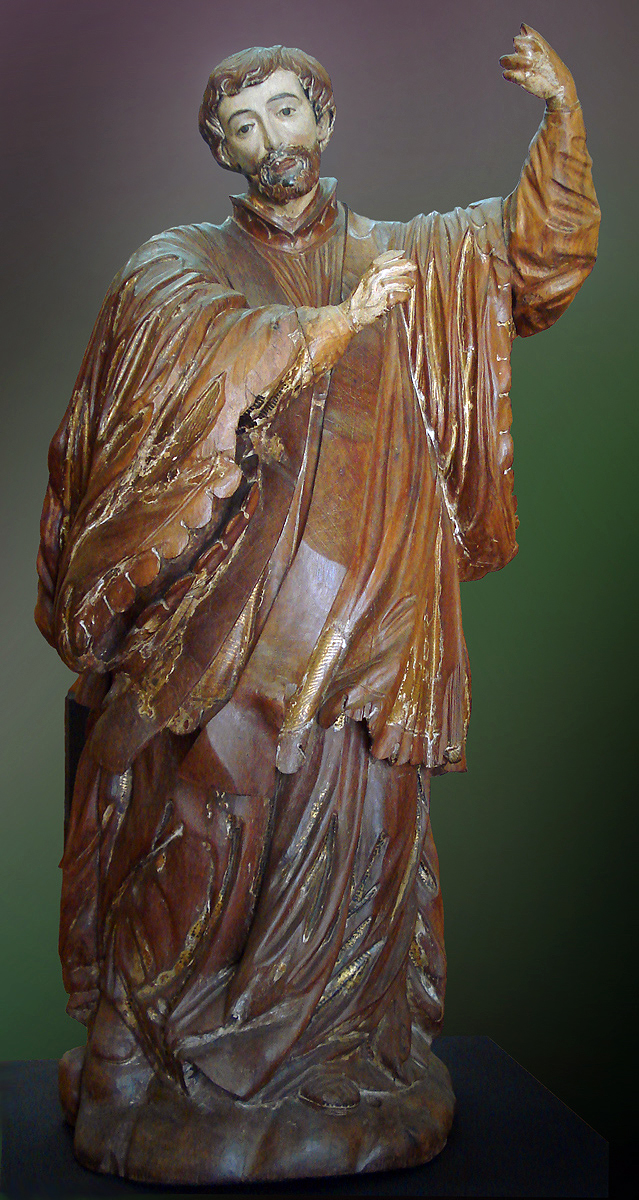
São Francisco Xavier, Museu Júlio de Castilhos.

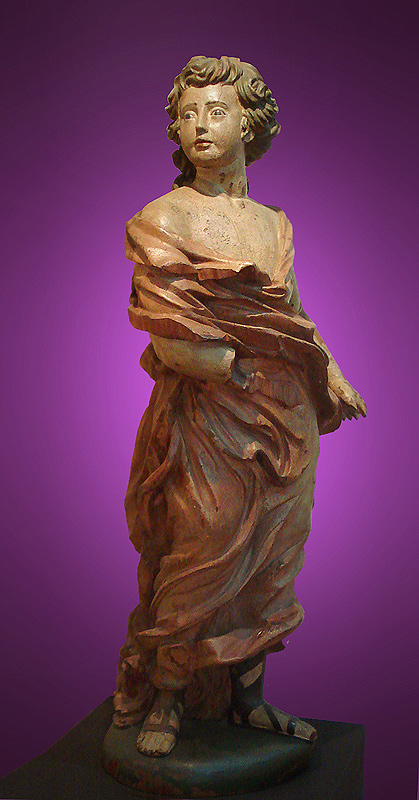
Anjo, Museu Júlio de Castilhos, autoria atribuída a Brasanelli por Sustersic.

Como entre os guaranis não havia um culto a ídolos ou imagens, os jesuítas encontraram nesse comportamento peculiar um expediente de aproximação. Se no México os ídolos nativos haviam sido traumaticamente aniquilados, no sul-americano houve espaço para introduzir na religiosidade natural do indígena a devoção às imagens cristãs, parte delas produzida com a participação do próprio nativo. As formas barrocas foram sabiamente aproveitadas para tal fim. Nas palavras de Boff,
"Nas igrejas e nas praças, a multiplicidade de elementos decorativos usados pelos artistas, para representar os santos e seus atributos, encontraram um espaço único para a expressão barroca. Aconteceu o mesmo no ritual litúrgico, com os cantos e o incenso. No teatro, utilizavam-se os autos dos santos realizados nas praças. Na pintura do teto das igrejas, estavam as imagens celestiais; nas esculturas, os gestos das imagens comunicando-se com o espectador, numa linguagem simbólica muito bem trabalhada pelo artista barroco. Além disso, nas reduções, as imagens foram pensadas para utilização nos altares. Se observarmos atentamente sua postura, veremos que elas se relacionam entre si, têm gestos entrosados umas com as outras. Pretendem envolver a mente e os sentidos e, consequentemente, favorecer o arrebatamento e persuadir o espírito para as coisas de Deus... A produção de imagens, nas reduções, foi um dos ofícios marcantes em que se ocupavam os indígenas. Percebe-se, através dos registros dos jesuítas, a importância do uso da imagem como forma de persuadir os índios à frequência aos sacramentos e à oração, seja através de sua beleza exterior, seja pelo modelo de vida que ela representava, e também, o que era muito significativo, por sua expressão facial e sua postura. São incansáveis os relatos dos padres com relação à imagem da Virgem Maria e seu poder de persuasão… A imagem era usada na catequese como um reflexo do mundo celeste. Ela reforçava a pregação evangélica, transmitindo aquilo que a Bíblia fazia através da escrita. Venerar uma imagem era venerar a pessoa que nela estava representada e, consequentemente, seguir seus passos".
Não obstante os cuidados dos padres, em muitos casos a compreensão da mensagem ensinada se coloriu e distorceu com a cultura pregressa do índio. Como exemplo, o padre Sepp relatou que uma índia teria se esfaqueado após ter ouvido uma pintura de Nossa Senhora das Dores, com o coração cravejado de facas, lhe dizer: "Da mesma forma que eu abri meu peito transpassando meu coração virginal, tu, minha filha, pega essa faca e abre teu peito para liberar tua alma da prisão". Particularmente os guaranis, entre outros povos, transferiram vários dos poderes mágicos de sua religião para as esculturas e imagens cristãs. Um exemplo, como citou Susnik, foi o fato de que "os guaranis viam na cruz um poder mágico, similar aos poderes que os xamãs tinham em suas mãos quando eles portavam a maraca, o instrumento musical-religioso que continha em seu interior o aivú, a alma da pessoa". A mesma situação deve ter ocorrido em relação à comunhão, identificando o ato de comer o "corpo de Cristo", a hóstia, ao seu ritual antropofágico. Outro rito que lembrava cerimônias pré-hispânicas era a autoflagelação dos índios com a mussurana, um dos objetos usados na antropofagia, durante a Semana Santa, fazendo depois um grande churrasco e recebendo carne para comer em suas casas.
As esculturas floresceram quando as igrejas já haviam sido construídas e as reduções se estabilizado. Enquanto as pinturas mostram uma cena completa, importante para a compreensão do seu conteúdo narrativo, as esculturas precisavam do cenário das igrejas para funcionarem. Mas, ao contrário das imagens bidimensionais, as esculturas possuem mais "presença" e por isso exerciam um especial poder sobre os índios, que acreditavam estarem elas de certa forma vivas. As estátuas chegavam a ser convidadas para as festas, onde ocupavam lugar de honra na cabeceira da mesa, e exerciam outras funções bem específicas, entre as quais as mais importantes eram a vigilância e o favorecimento.
A vigilância exercida pelas imagens se manifestava, por exemplo, quando certas estátuas eram manipuladas pelos padres como se fossem marionetes, mexendo os braços e a cabeça e fazendo sinais de aprovação ou de censura, conforme o comportamento dos nativos. Outro caso era o carregamento diário de uma estátua de Santo Isidro Lavrador até as plantações para vigiar o trabalho no campo. O favorecimento era melhor expresso na resposta a pedidos e preces, através de milagres negociados entre os suplicantes e os santos, os quais, em sua condição de intercessores junto a Deus, também agiam na proteção dos devotos e das reduções contra perigos vários. Os relatos dos jesuítas multiplicam descrições de milagres e de aparições relacionados a imagens sacras, o que atesta o seu grande impacto sobre aquela sociedade.

### O acervo sobrevivente e suas características
O Museu das Missões, localizado em São Miguel das Missões, junto às ruínas da missão de São Miguel Arcanjo, abriga o maior conjunto sobrevivente de esculturas dos Sete Povos. Esse acervo só foi reunido no início do século XX, depois que Lucio Costa, a serviço do Instituto do Patrimônio Histórico e Artístico Nacional (IPHAN), fez em 1937 um levantamento e inventário da região missioneira gaúcha. O contato com os remanescentes das reduções jesuíticas parece tê-lo impressionado intensamente. De acordo com Carrilho,
"O interesse pela arte antiga, a maneira como reconhece nestas manifestações a expressão de culturas pregressas e a consciência aguda de que está diante de testemunhos sob a ameaça de desaparecimento refletem-se no tom poético e um pouco desolado do texto de seu relatório de viagem. Por mais de uma vez o arquiteto recorreu a evocações nostálgicas e sentimentais para descrever o impacto causado pela presença tênue, porém forte, daqueles 'restos' e daquilo que foi capaz de criar a associação da 'personalidade inconfundível' dos padres jesuítas com a cultura guarani."

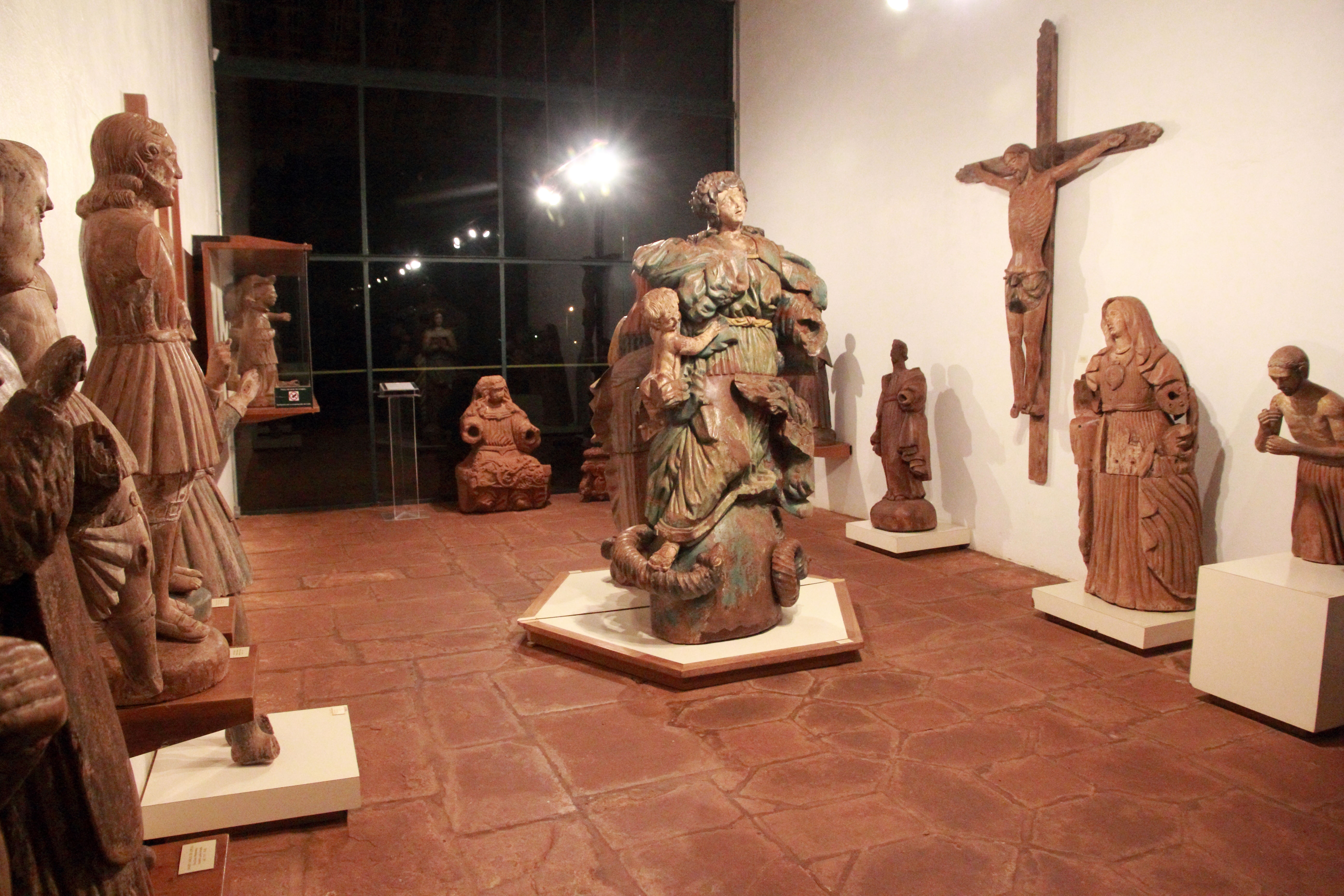
Peças do Museu das Missões.

Costa sugeriu a concentração de todo o legado missioneiro em São Miguel, não apenas para torná-lo mais acessível, mas por ser o único povoado que ainda estava em condições de conservação suficientes para gerar um interesse arquitetônico. Uma vez definidas as medidas de consolidação das ruínas, restava ainda proteger o acervo da imaginária religiosa e disponibilizá-lo ao público por meio da criação de um museu.
Na época da sua criação o museu contava com apenas três imagens. Em 1993 já tinha 94 peças catalogadas, em sua grande maioria coletadas na região por João Hugo Machado, muitas vezes com o auxílio coercitivo da polícia para conseguir que as famílias as cedessem para o museu, o que invariavelmente faziam contra a sua vontade e não raro protestando com violência. Esse acervo divide-se em dois grupos principais: esculturas de características europeias e outras marcadamente nativas. As primeiras trazem a influência de escultores italianos como Bernini, e espanhóis como Juan Martínez Montañés, Alonso Cano e José de Mora, percebidas em imagens como a de Nossa Senhora da Conceição, a de São Miguel Arcanjo, e a de São José com o Menino. Por outro lado, há algumas peças que apresentam sinais da cultura indígena, em formas marcadas pelo geometrismo característico da cestaria, da cerâmica e da pintura corporal. A maioria delas apresenta mutilações e perda parcial ou total da policromia, em virtude das vicissitudes a que foram submetidas ao longo dos anos.

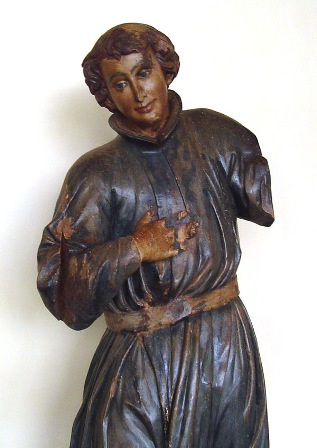
Santo Estanislau Kostka, Museu das Missões, autoria atribuída a Brasanelli por Sustersic.

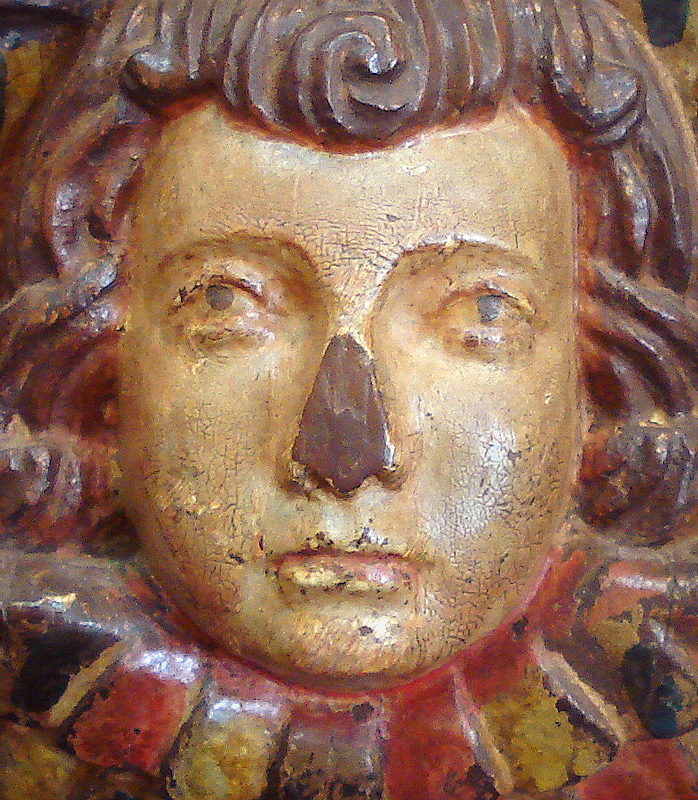
Detalhe da cabeça de anjo aos pés da estátua de N.S. da Conceição, com a policromia em bom estado, Museu Júlio de Castilhos.

Um inventário de 1768 refere que deveriam existir em todos os Trinta Povos da Província do Paraguai pelo menos duas mil estátuas nas igrejas, sem contar outros objetos decorativos; um outro inventário, de D. Francisco Bruno de Zavala, realizado em 8 de julho de 1778, acusa em São Miguel 57 imagens. A lista compilada em 2008 pelo IPHAN arrolou 510 estátuas missioneiras no Brasil, estando o conjunto disperso por várias coleções privadas e instituições públicas. Além do Museu das Missões, se encontram outras imagens em algumas igrejas e museus da região das Missões, com destaque para o Museu Monsenhor Estanislau Wolski, em Santo Antônio das Missões, com uma rica coleção de 73 miniaturas, ainda largamente esquecidas pelos acadêmicos; o Museu Municipal Aparício Silva Rillo, em São Borja, com 35 peças, e a Catedral de São Luiz Gonzaga, com 13 imagens. Outras estão em museus e escolas católicas da grande Porto Alegre, especialmente no Museu Júlio de Castilhos, na capital, e no Museu Anchietano da Unisinos em São Leopoldo. O Museu Vicente Pallotti, em Santa Maria, também guarda um bom grupo de estátuas. Sabendo-se do quanto foi saqueado dos Sete Povos, pode-se imaginar que muitas estátuas tenham sobrevivido obscuramente em igrejas e acervos particulares da Argentina, Paraguai, Uruguai e outros países, à espera de identificação; um expressivo grupo, de 13 esculturas, foi encontrado até nos Açores. Isso tudo dá uma ideia da riqueza do acervo original, e do quanto se dispersou ou perdeu com os anos.
Sua datação e identificação de autoria são invariavelmente dificílimas, senão impossíveis na maior parte dos casos. O hábito geral de trabalho era cooperativo, e nenhuma obra foi assinada ou datada pelos autores. Algumas, porém, foram atribuídas a um ou outro padre, já que diversos eram artistas consumados, entre eles Giuseppe Brasanelli, Francisco Ribera e Anton Sepp, que se pode imaginar terem criado ou projetado algumas das peças mais sofisticadas que hoje ainda restam. Na opinião de Sustersic, o padre Brasanelli foi uma figura determinante na formação do "estilo missioneiro", e que "nada do produzido nas missões dos guaranis ficou imune ao seu labor, seu ensino ou à sua influência". Josefina Plá propôs a identificação de pelo menos quarenta imagens como saídas das mãos de Brasanelli ou de seu círculo imediato (nem todas no Brasil, já que o padre itinerou por vários povoados da Província do Paraguai), mas a única obra que pode ser-lhe seguramente atribuída por testemunho documental é o São Francisco de Borja ajoelhado, que se conserva, muito repintado, na Catedral de São Borja, e que serviu como base para as outras identificações. Outra figura importante foi o padre Anselmo de la Matta, que para Damasceno foi o responsável por tornar a redução de São Nicolau um centro exportador de peças para outros povos. Pela Província do Paraguai passaram mais de dois mil jesuítas, sendo metade espanhóis, e o restante de 32 outras nacionalidades, o que atesta o grande papel da contribuição internacional à empresa missioneira do Paraguai. Também houve algum intercâmbio artístico entre os Sete Povos e as missões do Peru. Dessas diferentes nações os jesuítas trouxeram às reduções o estilo em voga em seus países, sem esquecer referências medievais, românicas ou góticas. A fusão de todas essas influências possibilitou a criação de um Barroco eclético e peculiar.
A iconografia da estatuária missioneira representa, em sua maioria, santos, anjos, mártires, Nossa Senhora e os santos da Companhia de Jesus, apresentados como modelos de vida a serem seguidos. É motivo de muita polêmica a mensuração de quanto o indígena colocou de seu nessa produção escultórica, e o quanto elas são, por isso, originais e não simples reproduções. Há quem diga que os alegados traços "étnicos" apontados na escultura missioneira não passam de distorções causadas pela simples incompetência técnica dos artesãos indígenas. Da análise do acervo do Museu das Missões, Boff concluiu que ele se alinha às características gerais da produção missioneira americana, com a presença de elementos estilísticos europeus os mais variados, formando uma arte de fato eclética, embora com predomínio de formas barrocas. Também observa um grau de sofisticação na técnica escultórica igualmente variável, havendo estátuas toscas e claramente desproporcionadas e outras de grande requinte formal e fino acabamento. Sustersic, por outro lado, destacou que é muito difícil identificar a produção artística procedente de cada povoado, pelas suas variáveis e pela mescla de expressões determinadas pela mentalidade do artista e sua sociedade. Alguns pesquisadores têm querido identificar feições e adornos tipicamente índios em várias dessas obras, com evidências sólidas. Sabe-se, contudo, que havia uma estrita regulamentação eclesiástica para a produção de imagens, e a liberdade criativa do indígena deve, então, ter sido limitada. Algumas obras apresentam uma escavação dorsal, possivelmente para a redução do peso das estátuas, e outras possuem articulações móveis, a fim de que se pudesse manipular as estátuas e impressionar os indígenas.
Essa produção não é uniforme, mas há elementos para declará-la como um produto regional individualizado, possuidor de um estilo próprio. Boff acredita que o indígena conseguir transmitir às esculturas a função simbólica de sua cultura ancestral em seus traços essenciais, mesmo que não de forma plenamente consciente, e Gruzinski argumenta que
"As obras produzidas pelo contingente mestiço não podem ser analisadas simplesmente, por um processo evolutivo fechado e conclusivo. Ao misturarem-se os acervos culturais, eles se enriquecem e resultam numa quebra de linearidade merecendo estudos específicos. Para esta análise, não existe compartimento onde se poderia colocar a produção artística resultante das mestiçagens americanas. Há uma lacuna na história dos movimentos artísticos, que não contemplam, ainda, essas especificidades."

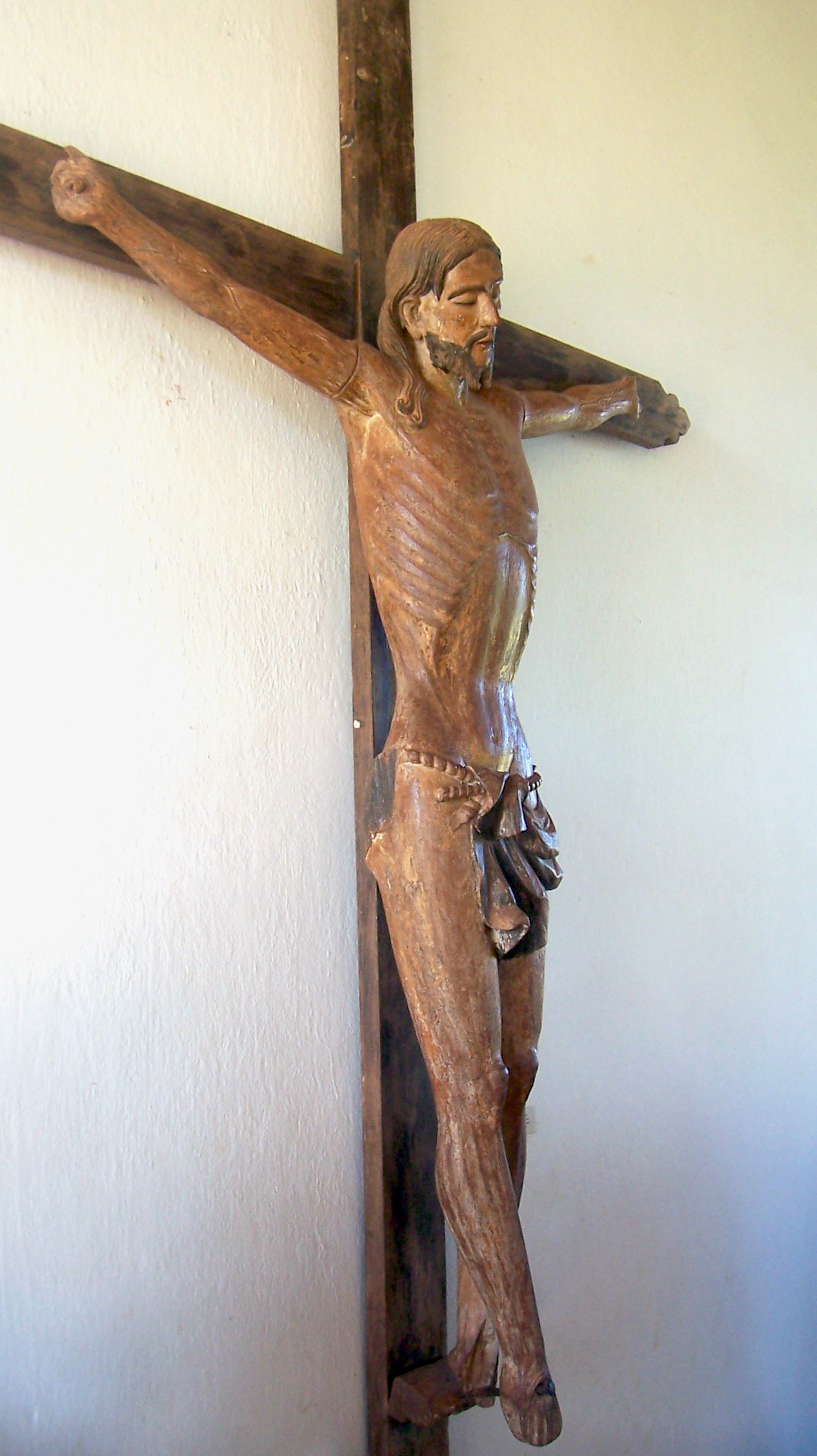
Crucifixo, Museu das Missões.

Boff identificou uma cronologia e disse que a contribuição indígena para essa produção pode ser observada na sua própria evolução, ou seja, nas marcas dos diferentes estágios nela reconhecíveis.
"Assim, num primeiro momento, na fase de aprendizagem, seria possível identificar uma imitação estrita dos modelos europeus. À medida que o domínio técnico foi sendo alcançado, e a familiaridade com os instrumentos de trabalho tornando-se rotineira, a imaginação nativa e as formas de sua cultura ancestral, sutilmente, foram sendo expostas… Nessa fase posterior observam-se esses elementos nas vestes, nas decorações, nas faces dos santos, na forma de trabalhar o cabelo, o manto, a ornamentação da cabeça… Esse comportamento estabelece uma fase de 'imitação' e outra de 'mestiçagem'... A fase de mestiçagem marcará as esculturas com interpretações realistas e com características 'tipicamente' missioneiras. Imagens como a do Bispo São Nicolau e a de São João Batista que se conservam no Museu das Missões. Sua talha se caracteriza por formas bastante simples, predominando a verticalidade do traçado das roupas. São Nicolau traz uma capa com o mesmo desenho do saiote de São João Batista, chamando a atenção, nessas figuras, a forma como foram talhadas. O saiote representa uma pele de ovelha, chegando o artista a uma síntese quase geométrica da forma da lã. O bispo, por sua vez, traz na capa exatamente o mesmo desenho".
Armindo Trevisan apresentou uma análise alternativa dessa evolução: "A estatuária remanescente pode ser dividida em quatro grupos, as obras indubitavelmente feitas pelos mestres europeus, aquelas feitas pelos índios seguindo cânones ditados pelos mestres, obras mistas e plásticas índias." Além das imagens dos santos, os índios esculpiam retábulos, fabricavam instrumentos musicais e móveis, executavam pinturas e outros objetos necessários à liturgia. Cada povoado se especializava na fabricação de determinados itens. A redução de São João Batista, por exemplo, produziu excelentes instrumentos musicais, e a de São Nicolau foi centro distribuidor de retábulos e estátuas para os povos vizinhos. Os motivos decorativos mais usados foram a flor de maracujá, simbolizando a paixão de Cristo; a palma do triunfo, a lembrar a entrada de Jesus em Jerusalém; a videira, o vinho e o cacho de uva, representações do sangue do Redentor; o girassol, uma metáfora para a alma que segue a luz divina, a folha do cardo, símbolo da penitência, e muitos outros mais. Contudo, muitos elementos nativos foram acrescentados, como a folha da alcachofra, as flores campestres e frutos como o apepu, e o milho. Em certa imagem São Miguel é adornado por um cocar indígena; uma Nossa Senhora da Conceição, no lugar do manto e do halo na cabeça, traz flores. Infelizmente os adornos preciosos que acompanhavam a estatuária, como lanças, palmas, coroas e outros, se perderam, provavelmente removidos por seu valor em metal, com o resultado de inúmeros exemplares dessa vasta produção chegarem aos dias de hoje mutilados.

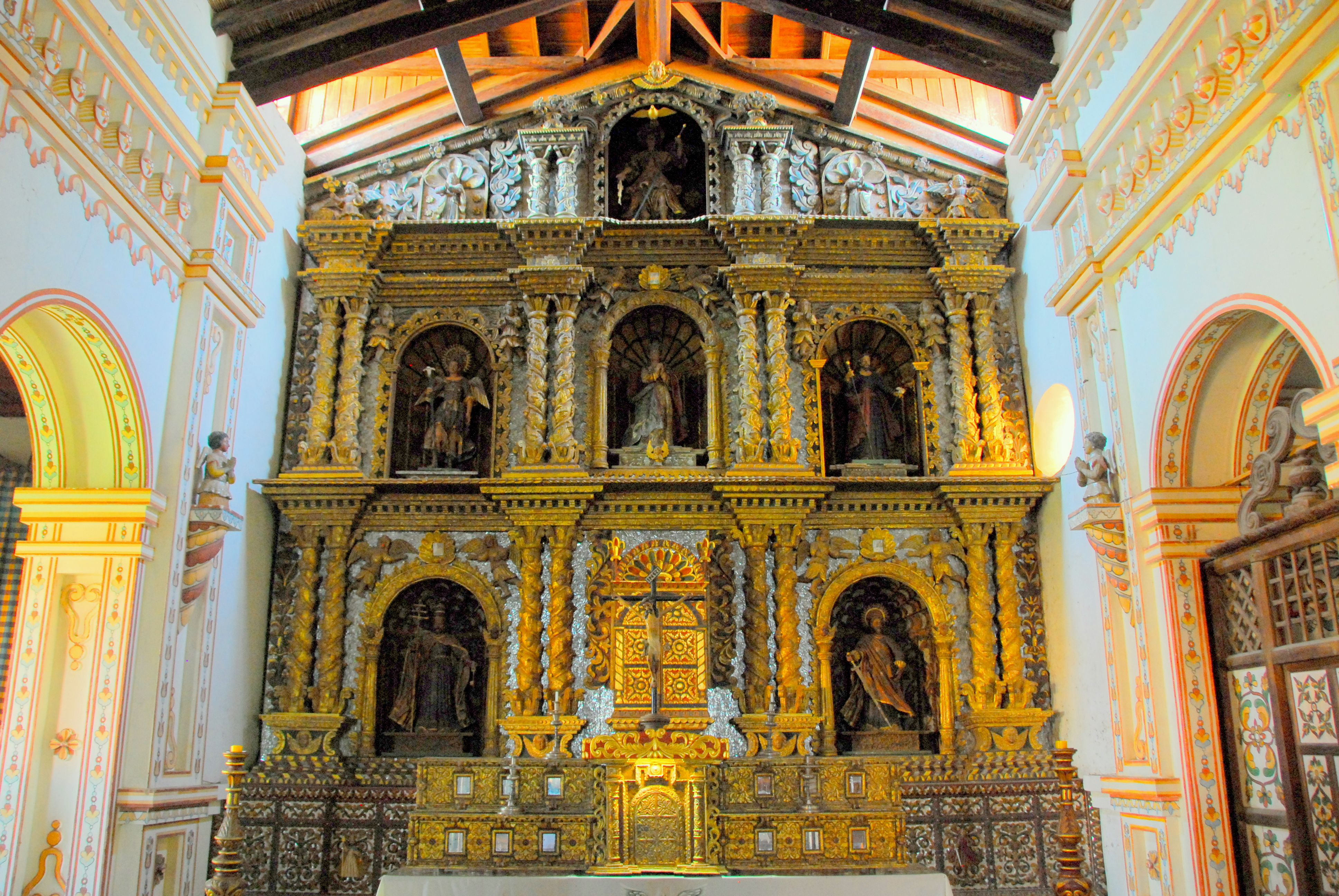
Altar da missão de San Rafael Velasco em Chiquitos.

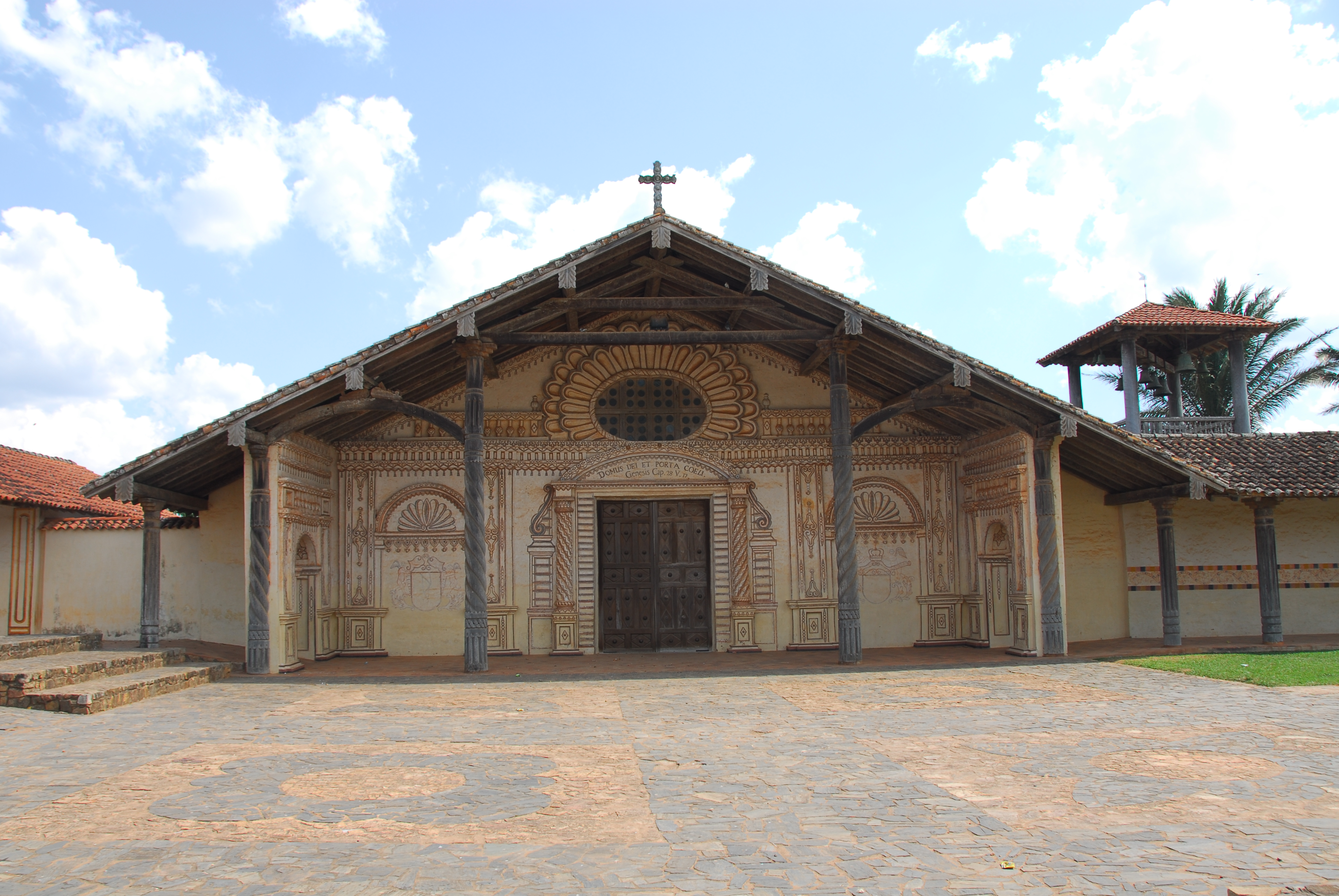
Igreja da missão de San Javier em Chiquitos.

Um relato sobre a Igreja de S. Miguel dá uma ideia de sua riqueza primitiva:
"Existia um retábulo maior com seis imagens, além de uma de Nossa Senhora e um São Miguel dourados; sobre o tabernáculo, uma pintura de Nossa Senhora, duas mesinhas com imagens de São Miguel, Santo Inácio, São Rafael, São Gabriel e Santo Antônio. Ao lado do evangelho, estavam dois retábulos dourados e, em outro, também Santo Inácio dourado, São Miguel e São Roque. Em outro altar mediano, duas imagens de Nossa Senhora e uma de Santa Bárbara, todas douradas; num altar pequeno, a imagem de Santo Isidro, dourada".
Nada sobrou da decoração interna das igrejas missioneiras do Rio Grande do Sul, e mesmo os edifícios se encontram todos em ruínas. No início do século XIX ainda se podia avistar muita coisa. Entre outros viajantes que descreveram as missões em abandono progressivo, Saint-Hilaire, em sua passagem pelo estado em 1821, deixou importante testemunho escrito sobre várias reduções, já semidesertas, mas ainda com boa parte das estruturas em estado razoável, e admirou-se de sua imponência e beleza. Depois disso as intempéries e o homem branco se encarregaram de dissolver os remanescentes do antigo fausto. Muito material de construção foi reaproveitado quando a área foi recolonizada pelo europeu/brasileiro ao longo do século XIX, e as esculturas que se salvaram foram parar em outras igrejas da região ou em mãos particulares. O sítio mais importante e melhor preservado atualmente é o de São Miguel, mas sua igreja não é na verdade típica do estilo missioneiro, sendo porém uma majestosa exceção. Nos Sete Povos, de acordo com relatos, o estilo predominante deve ter sido similar ao das missões de Chiquitos, na Bolívia, que lograram alcançar os dias de hoje em excelente estado de conservação.

#### Miniaturas
Um campo da estatuária missioneira que ainda está à espera de estudos adequados é o das miniaturas, já que a crítica tem se concentrado nas imagens de grandes dimensões para a decoração de igrejas e participação em funções "oficiais". As miniaturas, por outro lado, possuíam uma inserção bem específica na vida religiosa comunitária e merecem uma nota à parte. Abrangendo peças que vão dos 1,5 cm aos 10 cm de altura, as miniaturas se destinavam acima de tudo para a devoção privada. Muitas delas vieram da Europa e era imagens particulares dos padres viajantes, que as traziam como proteção pessoal, mas serviam também como imagens de culto público em caso de celebrações itinerantes ou quando a redução ainda não erguera sua igreja. Muitas outras foram produzidas certamente nas oficinas das próprias reduções, para os mesmos fins, e também para o cultivo doméstico e privado da fé cristã. Ahlert supõe que pelo menos parte dessa produção tenha se originado relativamente longe da supervisão dos jesuítas e sido criada nas mesmas residências pelos índios artesãos em seus dias de folga, pois revelam uma maior liberdade e simplificação formal do que as grandes imagens. Outras, de acordo com Josefina Plá, devem ter surgido no período imediatamente posterior à retirada definitiva dos jesuítas e antes do saque da região por Fructuoso Rivera em 1828, feitas por artesãos remanescentes; se por um lado não há registro documental de artesãos índios em atividade na região no século XIX, a história oral preservou tradições que dão outra visão do tema. Há registros de que algumas miniaturas foram criadas para a formação de presépios, e ainda sobrevivem umas poucas no Museu Mons. Estanislau Wolski que parecem pertencer a esta categoria. Também há relatos de que muitas miniaturas eram distribuídas entre os índios como prêmios por alguma tarefa cumprida ou aos vencedores de jogos e competições, dadas aos guerreiros antes de batalhas para sua proteção, trocadas como presentes entre os índios, e toda casa guarani possuía pelo menos uma pequena imagem ou altar ou capelinha portátil de devoção familiar ou individual.
No sumário de Ahlert,
"... as miniaturas possuíam um espaço e movimento próprio. Diferentemente das imagens que compunham a decoração das igrejas, as miniaturas estendiam sua participação ao cotidiano missioneiro, representavam a presença dos santos na intimidade dos atos diários, no domínio da introspecção, na expressão da fé fora do olhar do padre, no espaço em que a simulação perdia sentido e onde a crença pessoal, depositada em imagens carregadas de simbologia significativa, manifestava-se à sua maneira"

### Ícones preferenciais

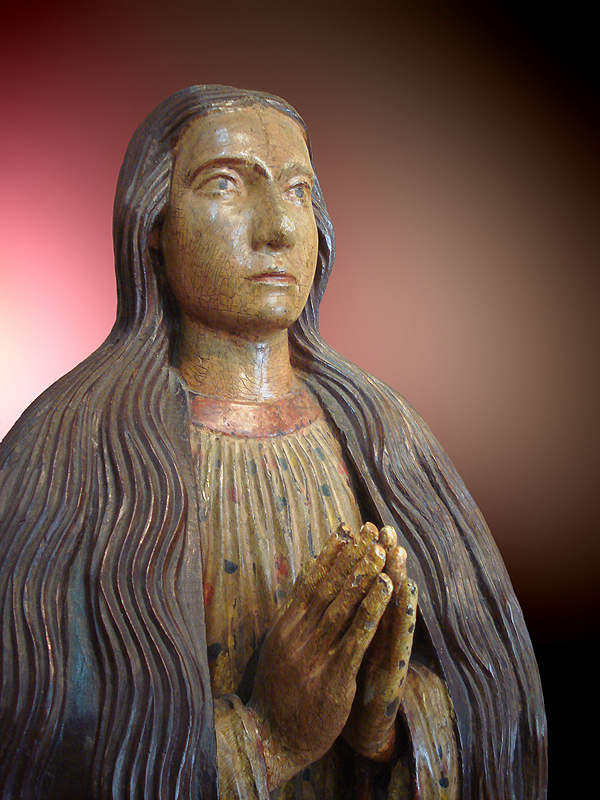
Nossa Senhora da Conceição, Museu Júlio de Castilhos.

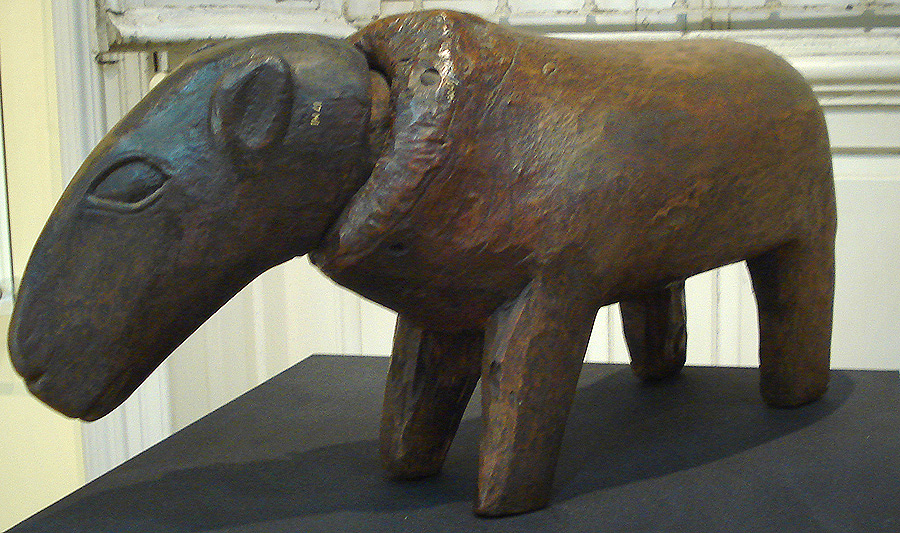
Raríssimo banco zoomórfico missioneiro, Museu Júlio de Castilhos.

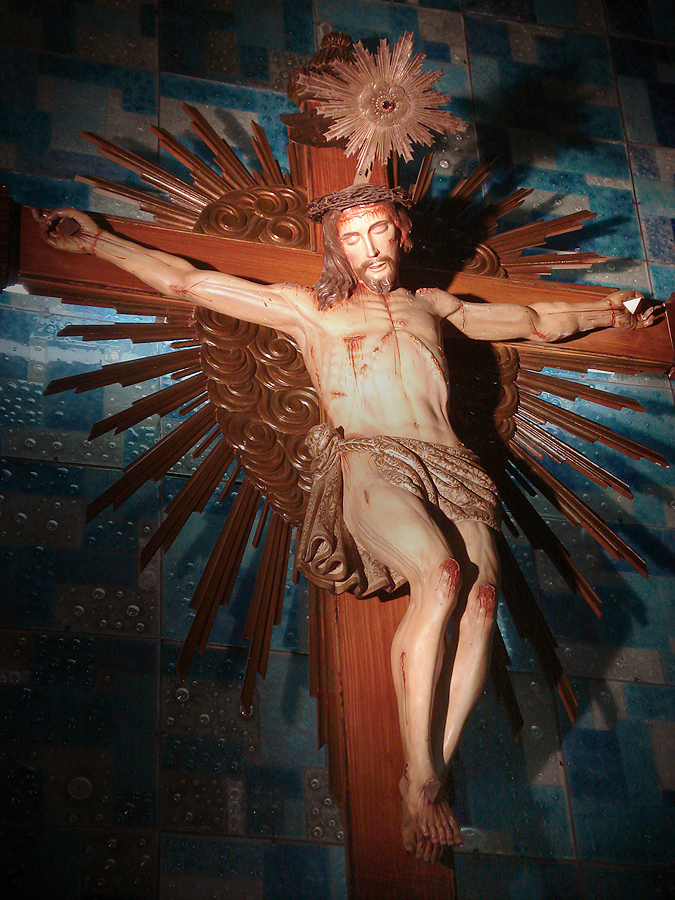
Crucifixo, Capela do Bom Fim, autoria atribuída a Brasanelli por Sustercic, repintado em torno de 1888 por Serafim José Ribeiro.

As representações da Virgem Maria foram as mais comuns no mundo ibero-americano, sendo a invocação mais popular a de Nossa Senhora da Conceição, como ficou relatado nas Cartas Ânuas dos jesuítas aos seus superiores. Nelas, eles escrevem sobre uma multiplicidade de atividades que se relacionavam à Virgem como a recitação do rosário, ladainhas, procissões, festas e cânticos, formações de congregações marianas, romarias e novenas. Valorizada na Contrarreforma, a veneração à Virgem tornou-a mediatriz suprema de seus devotos junto a Deus. A Virgem Maria foi o primeiro ícone cristão a ser integrado à cultura indígena, através de uma iconografia que a representa como uma mulher morena. Santo Isidro, padroeiro de Madrid, foi outro santo muito representado pelo modelo de paciência e trabalho, tendo sua imagem colocada pelos caminhos, em capelas e oratórios, levado em procissão, acompanhado de rezas e cantos em épocas de semeadura e colheita. Dentro do conjunto de maior influência, encontramos também a imagem de São Miguel, representado como o comandante da milícia celeste, precipitando os anjos do mal no inferno. Outra representação sua é a do juiz: o arcanjo segura a balança que pesa as almas. Em muitas imagens o santo combate o dragão infernal. Torelly supõe que nas esculturas missioneiras este dragão, parte humano e parte figura diabólica, poderia simbolizar o bandeirante paulista, inimigo e apresador de índios.
Numa estatística geral, as imagens masculinas representam 46% do acervo catalogado, sendo os santos Antônio, João Batista e Isidro Lavrador os mais comuns. As imagens femininas compõem 20,8% da coleção, com maior representatividade da Nossa Senhora da Conceição. Anjos somam 15,4%, animais, 1,6%, não identificadas com 3,6% e fragmentos com 12,5%.

### Métodos de trabalho e materiais
Até a chegada do colonizador os nativos, que viviam em um estágio de civilização equivalente ao Paleolítico Superior, não conheciam as tecnologias e os instrumentos para a produção desses objetos. A arte guarani baseava-se na repetição de formas tradicionais, com marcada tendência à geometrização e estilização, na pintura corporal, cestaria e nas cerâmicas de função terapêutica ou religiosa. Nas reduções os índios passaram a trabalhar com materiais e técnicas que exigiam habilidades mais complexas, como a aplicação do dourado nas imagens e a confecção das alfaias, usando instrumentos de trabalho delicados e precisos. Todo esse aparato não existia na sua cultura ancestral, o que leva a refletir não só sobre o impacto da iconologia cristã sobre o imaginário guarani, como também sobre o aspecto técnico desse impacto. Na primeira fase da produção os artífices guaranis revelaram ser meticulosos imitadores dos modelos europeus. O padre Sepp registrou admirado a sua habilidade imitativa nos seguintes termos:
"O que viram uma só vez, pode-se estar convencidíssimo que o imitarão. Não precisam absolutamente de mestre nenhum, nem de dirigentes que lhes indiquem e os esclareçam sobre as regras das proporções, nem mesmo de professor que lhes explique o pé geométrico. Se lhes puseres nas mãos alguma figura humana ou desenho, verás daí a pouco executada uma obra de arte, como na Europa não pode haver igual"
No início da criação de cada povo, os ateliês funcionavam provisoriamente. Após a construção da igreja, foram organizados no pátio interno, próximos à casa dos padres. Os ateliês eram centros econômicos, administrativos e socialmente autônomos, porém ligados diretamente aos padres. Funcionavam como uma corporação, seguindo o exemplo das antigas guildas medievais, e gozavam de prestígio e independência. Os artesãos passavam a integrar uma elite indígena, e o escultor de estátuas de santos era merecedor de distinção também porque manipulava coisas sagradas. E ao sentir-se valorizado pelo seu trabalho de artífice, o índio facilitava o trabalho do evangelizador.
Trabalhava nas oficinas quem demonstrasse aptidão e gosto para tal. No início a orientação vinda dos padres era indispensável, sendo necessário ensinar desde as bases as novas técnicas artesanais e familiarizar os índios com uma nova percepção: passar do plano bidimensional para o plano tridimensional. Com o tempo os próprios índios mais hábeis instruíam os demais. As oficinas possuíam também várias gravuras e tratados de arte e arquitetura, de onde se tiravam os modelos formais para a estatuária, um método fácil de difusão de iconografia católica usado em toda a América Colonial. Muitas obras foram trabalhadas coletivamente, conforme a praxe das corporações. Mas era sempre o mestre quem procedia à confecção da cabeça e das mãos, e determinava o cânone, a medida tomada como base para a realização das imagens. Outros artesãos podiam, então, se encarregar das partes menos importantes, de acordo com sua habilidade. Nenhuma obra foi assinada. As mulheres não participavam das oficinas, mas realizavam outros trabalhos artesanais.
Os materiais usados nos trabalhos artesanais eram encontrados na própria região, como o urunday ou o quebracho, árvores de excelente madeira. Para as imagens que deveriam ser policromadas e douradas, usavam o cedro e o igary. Os corantes eram extraídos de plantas ou minérios locais. Da erva-mate fazia-se o verde, do urucum, o vermelho, do yrybu retymá, o negro. A pedra foi pouco usada na escultura, só encontrada em ornamentos de muros e fontes e fachadas de cantaria, sendo preferencial o arenito. Se as tintas, a madeira e a pedra eram encontradas no local, era necessário importar da Europa alguns pigmentos em pó, as folhas douradas e prateadas e os instrumentos para esculpir. Luersen, contudo, disse que a produção dos instrumentos de trabalho devia também fazer parte da educação artesanal ministrada aos índios, mas isso não quer dizer que muitos desses instrumentos não fossem bem rústicos, o que por sua vez condicionaria a técnica de entalhe propriamente dita, refletindo-se no estilo mais ou menos refinado de cada peça.

## Legado
A expulsão dos jesuítas impediu que tivesse continuidade a escola missioneira de escultura, e com isso ela não produziu descendência artística. Entretanto, o acervo iconográfico que ainda existe dos Sete Povos é uma fonte documental de incalculável valor histórico e artístico, deixando um rico registro do intercâmbio cultural entre indígenas e europeus e do impacto das concepções ocidentais sobre o índio. O resultado desse processo, sob a forma dessas estátuas, de acordo com a visão de vários críticos é um bom representante da originalidade do multiforme Barroco hispano-americano.

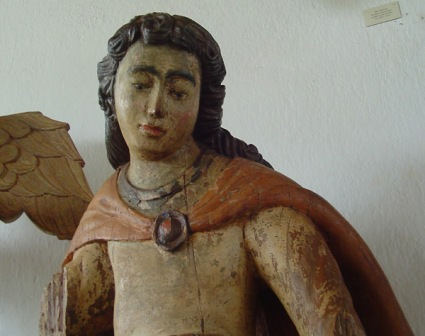
Detalhe de um santo, Museu das Missões

Para Trevisan, um dos estudiosos do tema, criou-se "um barroco diferente, em certos aspectos, do barroco oficial… um barroco que surpreende, nas melhores imagens, por uma certa expressão íntima, melancólica, de placidez ou singeleza." Nisso parecem concordar Beltrão & Fleig, ao dizerem que "no barroco missioneiro, somente nas obras reconhecidas como de jesuítas, principalmente do Irmão Brasanelli… e nas esculturas indígenas copiadas de modelo europeu, encontramos as contorções de dor e êxtase. Entretanto, quanto mais o indígena se distancia do modelo, mais encontramos feições plácidas sem o enlevo do gozo frente à agonia, não conseguindo reproduzir o imaginário artístico da Contrarreforma". Segundo Boff, a resposta dada pelos índios ao novo tipo de vida que foram compelidos a assumir revelou ser criativa. Se nas imagens que restam nota-se uma multiplicidade de influências eruditas, como cânones românicos, góticos, renascentistas e barrocos, junto são visíveis claros elementos plásticos dos guaranis, por isso mesmo indicativos de um novo estilo pelas soluções originais que produziram. A reação do público leigo diante dessas esculturas, no relato de Batista Neto, tem sido de admiração, aplaudindo principalmente a notável capacidade de realização dos índios, mas o pesquisador refere que antes do que o aspecto artístico, é de maior interesse para as pessoas em geral o aspecto histórico.
A estatuária dos Sete Povos vem percebendo seu prestígio crescer. Vários estudos críticos específicos já se lhe foram dedicados nos últimos anos, e a cultura das Missões como um todo já está na pauta dos acadêmicos há bastante mais tempo. Teve uma seção nas importantes mostras Brasil barroco, entre céu e terra (1999/2000), em Paris, na França, e na Brasil+500, Mostra do Redescobrimento (2000), em São Paulo, organizada pela Fundação Bienal de São Paulo. As exposições foram suplementadas por publicações críticas que contribuíram para introduzir novas visões sobre o tema. Em Porto Alegre, o MARGS realizou, na mesma altura, uma grande e inédita reunião do acervo missioneiro na capital gaúcha, também lançando um catálogo com textos e fotografias e depois levando a exposição para Buenos Aires. Em 2006 o IPHAN firmou um acordo com o Instituto Andaluz do Patrimônio Histórico, da Espanha, com os objetivos de realizar novas prospecções no sítio arqueológico de São Miguel e produzir estudos sobre a estatuária missioneira, entre outras atividades.
A estatuária missioneira é importante ademais por ser uma das âncoras de um movimento de resgate e releitura da história, identidade e folclore daquela região, em parte por impulso espontâneo da população, e em parte estimulado por acadêmicos e instâncias oficiais, movimento em que a figura do índio é muitas vezes magnificada pelo orgulho de uma cultura moderna local fortemente regionalista, que tenta talvez compensar ou, segundo alguns, dissimular, o estado de abandono e miséria em que vivem hoje muitos dos últimos guaranis gaúchos. É de assinalar que no sítio arqueológico de São Miguel, o mais importante, a presença de guaranis a venderem seu artesanato nos arredores do Museu das Missões é mal tolerada pelos funcionários da casa, e não existe nenhuma iniciativa oficial para integrá-los à microeconomia do local. Por outro lado, já existem projetos em Santo Ângelo para aproveitar a riqueza histórica e artística das missões como ponto de partida para o estímulo à produção de um artesanato nelas inspirado, e em 2004 o Ministério da Cultura lançou o programa Identificação, Proteção e Valorização das Referências Culturais dos Mbyá-Guarani no Brasil, seguido em 2007 do livro Tava Miri São Miguel Arcanjo, Sagrada Aldeia de Pedra: os Mbyá-Guarani nas Missões, com o que se consolidou o reconhecimento da ligação entre as relíquias materiais das missões e os atuais guaranis, fortalecendo sua identidade étnica e sua integração à sociedade brasileira. Os índios, aliás, no cotidiano de suas aldeias, fazem muitas referências ao legado de seus ancestrais missioneiros. As imagens também fomentam o turismo regional, ainda que a infraestrutura da região seja atualmente muito precária para expandir esse setor, mas já existem roteiros especialmente voltados para a visita a locais onde se preservam estátuas dos Sete Povos.

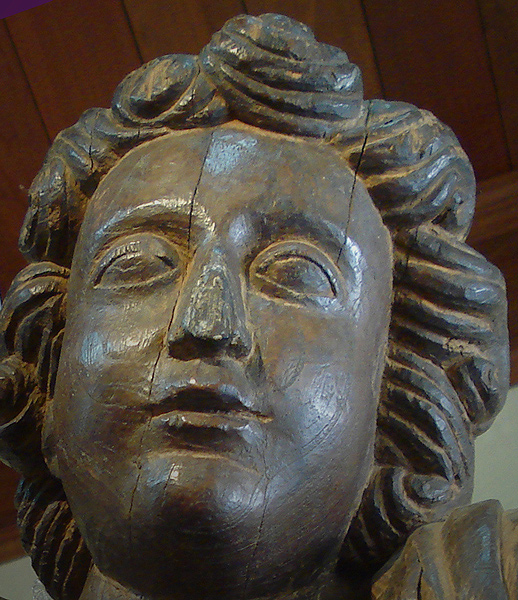
Detalhe de anjo, Museu Júlio de Castilhos.

Apesar de as ruínas de São Miguel serem hoje Patrimônio da Humanidade, do tema das missões já receber grande divulgação na mídia e gerar interesse de preservação na população, e da estatuária missioneira ser tombada como patrimônio nacional pelo IPHAN, ela não está livre de perigos. Cerca de metade das peças conhecidas pertencem a privados, que muitas vezes obstaculizam os esforços oficiais de preservação. Boa parte dessas obras, para piorar a situação, não recebe os devidos cuidados técnicos para que permaneçam em bom estado, estando sujeitas a armazenamento, manuseio e exposição inadequados. Outras desaparecem de vista sem deixar rastro. Do inventário realizado em 1989 pelo IPHAN, muitas imagens já constam como em local ignorado. É possível que muitas tenham caído no mercado negro de antiguidades, dado o seu alto valor. Um exemplo das consequências da ignorância sobre esse patrimônio foi o caso do pastor da Igreja Universal do Reino de Deus Fábio Guimarães da Silva Pereira, que durante um culto em 2007 queimou duas imagens cadastradas pelo IPHAN que pertenciam a particulares, alegando que a queima de imagens é uma pratica comum nos cultos da Universal. Mas garantiu não saber que elas, uma do Senhor Morto e outra de São Pedro, eram tombadas.
Finalmente, é preciso lembrar que a despeito de sua inegável importância cultural e histórica, a iniciativa missioneira em seu todo é objeto de muita polêmica e não está isenta de críticas, o mesmo ocorrendo com a arte produzida em seu meio. Muito já tem sido dito sobre o caráter autoritário das missões, e condena-se o processo de aculturação forçada a que os índios foram submetidos. Ainda que em geral os missionários reconhecessem a inclinação dos índios para a arte, especialmente a música, e seu talento imitativo, também se alega insensibilidade e incompreensão dos padres em relação à essência e valor do modo de vida e pensamento indígena, e nisso corroboram relatos dos próprios jesuítas, que muitas vezes descreviam os nativos com palavras bastante depreciativas. Para o padre Altamirano, o índio era "o animal mais singular e indomável que Deus havia posto no mundo"; para o padre Cardiel "os índios menos estúpidos tinham apenas breves intervalos de consciência", e o célebre padre Sepp não fazia por menos, dizendo que os reduzidos eram "estúpidos, broncos, bronquíssimos para todos os assuntos espirituais". E demorou tempo para que os silvícolas fossem reconhecidos pela Igreja como seres dotados de razão e aptos para receber os Sacramentos. Por tudo isso, e visto que seus cânones estéticos, significados simbólicos e técnicas artesanais foram todos impostos pelo europeu, para vários autores a escultura missioneira no geral não possui um estilo realmente próprio nem qualidade plástica superlativa, e não deveria ser considerada, como outros fazem, uma original co-produção padre-índio; para aqueles, a escultura missioneira é apenas uma imitação mecânica, mais ou menos bem sucedida, da torêutica europeia erudita, nada ou muito pouco mostrando de originalidade nativa autêntica e no mais das vezes se revelando uma imitação bem tosca de seus modelos.